# Günter Schröter
Günter Schröter (Brandenburg an der Havel, 3 mei 1927 - Berlijn, 10 februari 2016) was een Duitse voetballer.

## Biografie
Schröter begon zijn carrière in zijn thuisstad bij Brandenburger Sport-Club 05. In 1944 werd hij door het leger opgeroepen en in 1945 werd hij krijgsgevangen genomen en bleef hij tot 1948 in Polen vast zitten. Bij zijn terugkeer ging hij weer in Brandenburg voetballen maar maakte dan snel de overstap overstap naar SG Volkspolizei Potsdam. Hij scoorde in de 3-1 overwinning tegen ZSG Welzow in de Oost-Duitse beker.
In de zomer van 1950 werd door de overheid beslist om het team te verhuizen naar Dresden om daar een nieuwe grote club te krijgen. De populaire opvolger van traditieclub Dresdner SC was immers een doorn in het oog van de overheid omdat een aantal spelers naar West-Duitsland gevlucht waren. In het eerste seizoen kon hij 32 keer scoren en was daarbij tweede in de topschuttersstand. De SG Volkspolizei Dresden nam in 1951 de naam SG Dynamo Dresden aan. In september 1952 won het de Oost-Duitse beker tegen Einheit Pankow. Een jaar later won hij met zijn club de landstitel. In 1954 besliste de overheid om de club te verhuizen naar Oost-Berlijn om daar een nieuwe topclub te hebben. Onder de naam SC Dynamo Berlin kon de club aanvankelijk niet aan de Dresdense successen aanknopen. In 1956 volgde zelfs een degradatie, bovendien had de club het minste toeschouwers van de Oberliga-clubs. In 1957 speelde hij dus in de DDR-Liga, maar speelde dat jaar wel zeven interlands. De club kon meteen terug promotie afdwingen. De kampioen had echter maar gemiddeld 3358 toeschouwers bij een thuiswedstrijd, veel minder dan andere tweedeklassers SC Empor Rostock dat er bijna 14.000 had en SC Aufbau Magdeburg dat er zo'n 10.000 had. Bij de terugkeer in de Oberliga eindigde de club zesde, terwijl stadsrivaal ASK Vorwärts Berlin de titel veroverde en gemiddeld 7400 toeschouwers meer had dan Dynamo. In 1959 eindigde de club derde en op 10 mei scoorde hij vijf keer tegen SC Lokomotive Leipzig. Aan het einde van dat jaar won hij met Dynamo ook nog de beker tegen SC Wismut Karl-Marx-Stadt. In 1960 werd de club vicekampioen, echter bleven de supporters nog steeds weg en ging hun sympathie eerder uit naar legerclub Vorwärts, dan naar Stasi-club Dynamo. In 1963 beëindigde hij zijn spelerscarrière.
Schröter speelde 39 interlands, maar kon hier niet aan de succes aanknopen die hij op clubverband had.
Na zijn carrière werd hij nog assistent-trainer bij Dynamo Berlin en diens opvolger BFC Dynamo. Van 1981 tot 1990 was hij nog jeugdtrainer van Dynamo.